# Zasada istotności
Zasada istotności – zasada, według której wszystkie zdarzenia wpływające znacząco na działalność i sytuację finansową jednostki powinny być wykazane w sprawozdaniu finansowym. Jeśli natomiast ich waga jest nieznaczna, można je księgować w sposób uproszczony i pomijać w sprawozdaniu, o ile nie zniekształca to obrazu sytuacji majątkowo-finansowej danego podmiotu gospodarczego. Zasada istotności została uregulowana w art. 4 ust.4 Ustawy o rachunkowości:
Jednostka może w ramach przyjętych zasad (polityki) rachunkowości stosować uproszczenia, jeżeli nie wywiera to istotnie ujemnego wpływu na realizacje obowiązku określonego w ust. 1.